# فوزیه گیلانی
فوزیه گیلانی (زاده: ۱۳۵۲، ولایت هرات) سیاستمدار افغانستانی و نماینده مردم هرات در دوره پانزدهم مجلس نمایندگان افغانستان است.

## زندگی‌نامه
فوزیه گیلانی متولد ۱۳۵۲ از ولایت هرات افغانستان است. وی دارای مدرک تحصیلی بکلوریا (دیپلم) است.

## دیگر فعالیت‌ها
- رئیس مرکز آموزش و پرورش جهان‌نما.[۱]
- مسئول انجمن فرهنگی هدف.[۱]